# Peperomia bilobulata
Peperomia bilobulata är en pepparväxtart som beskrevs av C. Dc.. Peperomia bilobulata ingår i släktet peperomior, och familjen pepparväxter. Inga underarter finns listade i Catalogue of Life.